# گدزدن (کارولینای جنوبی)
گدزدن(به انگلیسی: Gadsden) شهری در ایالت کارولینای جنوبی کشور ایالات متحده آمریکا است که جمعیت آن در سرشماری سال ۲۰۱۰ میلادی، ۱٬۶۳۲ نفر بوده‌است.